# 金毛杜鵑
（學名：Rhododendron oldhamii）又名河哈蒙杜鹃，為杜鵑花科杜鵑花屬下的常綠灌木。金毛杜鵑是臺灣特有種，是臺灣的野生杜鵑花中，垂直海拔分布幅度最大的一種，從低海拔山區至2700公尺的高山皆有零星分布。雖然在臺灣各地一整年都有機會看到金毛杜鵑開花，但北部族群的花期明顯集中在春季。

## 形態
常綠小灌木，植株可生長至3-4公尺高，莖枝多分枝，因小枝覆有金黃色腺毛，故名金毛杜鵑。葉紙質，兩面披腺毛，葉片外形變化範圍大，從披針狀長橢圓形至橢圓狀卵形皆有，3~8 公分長，1.2~4 公分長；葉片先端銳形，具腺狀小尖凸，葉片基部圓至略銳。花2~4 朵頂生，萼片披針形，密被毛；花冠漏斗狀，長約 4 公分，磚紅色，雄蕊10枚不等長；子房有短柔毛。蒴果長橢圓形，長 1~1.5 公分，表面被覆腺毛。

## 生育環境
陽性先驅植物，喜好酸性土質，環境適應力強，能生長於貧瘠的土地，可見於林道或產業道路的邊坡、山坡崩塌地區、火燒跡地及河流溪谷壁等。

## 自然分布
臺灣特有種，零星分布於低海拔至2,700公尺山區，從北部金瓜石燦光寮山、大屯山，桃園、新竹、苗栗、臺中、南投、嘉義、高雄、屏東恆春半島、花蓮及宜蘭等地皆有，龜山島也有採集紀錄。